# 泉村 (新潟県中頸城郡)
泉村（いずみむら）は、かつて新潟県中頸城郡にあった村。

## 沿革
- 1889年（明治22年）4月1日 - 町村制施行に伴い中頸城郡下濁川村、巻淵村、上濁川村、和屋村、中横山村、大貝村、大下村、東菅沼村、小局村、上馬場村、木成村が合併し、泉村が発足。
- 1954年（昭和29年）11月1日 - 中頸城郡新井町、矢代村、斐太村、鳥坂村、水上村、上郷村、平丸村、和田村（一部）と合併し、市制施行して新井市となり消滅。